# Ніколао Думітру
Ніколао Думітру (італ. Nicolao Dumitru, нар. 12 жовтня 1991, Нака) — італійський футболіст, нападник клубу «Ноттінгем Форест».

## Клубна кар'єра
Народився 12 жовтня 1991 року в місті Нака в Швеції у сім'ї румунського вихідця з Бухареста, який пізніше взяв італійське громадянство, і темношкірої бразилійки. У 1998 році він разом з родиною переїхав у італійське Емполі.
Думітру розпочав кар'єру в клубі «Емполі» в 2005 році. 13 вересня 2008 року Ніколау дебютував у складі першої команди у матчі з «Альбінолеффе», який завершився внічию 0:0; цей матч став єдиним для футболіста в сезоні 2008/09. У наступному сезоні Думітру також провів одну гру — 13 квітня 2010 року з «Салернитаною», в якій «Емполі» переміг 5:2. Однак більшу частину часу футболіст виступав за молодіжний склад команди.
31 серпня 2010 року Думітру перейшов в «Наполі», заплативши 1,5 млн євро за річну оренду футболіста з можливістю викупу трансферу гравця за 1,5 млн євро. 22 вересня він дебютував у складі команди у матчі Серії А з клубом «К'єво Верона», в якому неаполітанці програли 1:3; сам Ніколао вийшов на заміну на 82 хвилині зустрічі замість Крістіана Маджо. 30 вересня Думітру дебютував у єврокубках, вийшовши на заміну в матчі Ліги Європи проти «Стяуа» (3:3). Всього за сезон Ніколао зіграв лишге у 9 матчах Серії А і 3 матчах Ліги Європи.
Влітку 2011 року нападник на правах оренди повернувся до рідного «Емполі», де провів наступний сезон. Більшість часу, проведеного у складі «Емполі», був основним гравцем атакувальної ланки команди і забив 4 голи у 25 матчах. Згодом грав також на правах оренди у Серії В у складі «Тернани», «Читтаделли», «Реджини» та «Латини», а також у вищому грецькому дивізіоні за «Верію» та у англійському «Ноттінгем Форест» у Чемпіоншипі.

## Виступи за збірні
2009 року дебютував у складі юнацької збірної Італії, разом з якою був учасником юнацького (U-19) чемпіонату Європи 2010 року, де італіці не спромоглися забити жодного голу і не вийшли з групи. Всього взяв участь у 10 іграх на юнацькому рівні, відзначившись одним забитим голом.
Протягом 2010—2011 років залучався до складу молодіжної збірної Італії. На молодіжному рівні зіграв у 9 офіційних матчах, забив 2 голи.
У 20132014 роках захищав кольори другої збірної Італії, але до першої збірної так і не залучався. Через це він може вибирати між чотирьох країн: Італії (через громадянство), Бразилії (через коріння матері), Швеції (через місце народження) і Румунії (через коріння батька).

## Статистика виступів

### Статистика клубних виступів
| Сезон                  | Команда                | Чемпіонат              | Чемпіонат | Чемпіонат | Національний кубок | Національний кубок | Національний кубок | Континентальні кубки | Континентальні кубки | Континентальні кубки | Інші змагання | Інші змагання | Інші змагання | Усього | Усього |
| Сезон                  | Команда                | Ліга                   | Ігор      | Голів     | Ліга               | Ігор               | Голів              | Ліга                 | Ігор                 | Голів                | Ліга          | Ігор          | Голів         | Ігор   | Голів  |
| ---------------------- | ---------------------- | ---------------------- | --------- | --------- | ------------------ | ------------------ | ------------------ | -------------------- | -------------------- | -------------------- | ------------- | ------------- | ------------- | ------ | ------ |
| 2008–09                | «Емполі»               | B                      | 1         | 0         | КІ                 | 0                  | 0                  | -                    | -                    | -                    | -             | -             | -             | 1      | 0      |
| 2009–10                | «Емполі»               | B                      | 1         | 0         | КІ                 | 0                  | 0                  | -                    | -                    | -                    | -             | -             | -             | 1      | 0      |
| 2010–11                | «Емполі»               | B                      | 0         | 0         | КІ                 | 1                  | 0                  | -                    | -                    | -                    | -             | -             | -             | 1      | 0      |
| 2010–11                | «Наполі»               | A                      | 9         | 0         | КІ                 | 0                  | 0                  | ЛЄ                   | 3                    | 0                    | -             | -             | -             | 12     | 0      |
| 2011–12                | «Емполі»               | B                      | 25        | 4         | КІ                 | 2                  | 0                  | -                    | -                    | -                    | -             | -             | -             | 27     | 4      |
| Усього за «Емполі»     | Усього за «Емполі»     | Усього за «Емполі»     | 27        | 4         |                    | 3                  | 0                  |                      | -                    | -                    |               | -             | -             | 30     | 4      |
| 2012–13                | «Тернана»              | B                      | 15        | 1         | КІ                 | 2                  | 0                  | -                    | -                    | -                    | -             | -             | -             | 17     | 1      |
| 2012–13                | «Читтаделла»           | B                      | 5         | 0         | КІ                 | -                  | -                  | -                    | -                    | -                    | -             | -             | -             | 5      | 0      |
| 2013–14                | «Читтаделла»           | B                      | 13        | 1         | КІ                 | 2                  | 0                  | -                    | -                    | -                    | -             | -             | -             | 15     | 1      |
| Усього за «Читтаделлу» | Усього за «Читтаделлу» | Усього за «Читтаделлу» | 18        | 1         |                    | 2                  | 0                  |                      | -                    | -                    |               | -             | -             | 20     | 1      |
| 2013–14                | «Реджина»              | B                      | 13        | 2         | КІ                 | -                  | -                  | -                    | -                    | -                    | -             | -             | -             | 13     | 2      |
| 2014–15                | «Верія»                | СЛ                     | 27        | 6         | КГ                 | 3                  | 2                  | -                    | -                    | -                    | -             | -             | -             | 30     | 8      |
| 2015–16                | «Латина»               | B                      | 34        | 7         | КІ                 | -                  | -                  | -                    | -                    | -                    | -             | -             | -             | 34     | 7      |
| Усього за кар'єру      | Усього за кар'єру      | Усього за кар'єру      | 143       | 21        |                    | 10                 | 2                  |                      | 3                    | 0                    |               | -             | -             | 156    | 23     |